# +Pretty +Dirty World Tour
El +Pretty +Dirty World Tour es la sexta gira musical del cantante colombiano Maluma. Comenzará el 15 de marzo de 2025 en Barcelona.

## Antecedentes y desarrollo
El 2 de noviembre de 2024, el colombiano revelaría mediante sus redes sociales su cambio de cabello, volviendo al aspecto de su segundo álbum de estudio Pretty Boy, Dirty Boy, todo esto bajo la premisa «+Pretty +Dirty», dando un indicio al regreso de las raíces del cantante paisa, pero esta vez en una versión recargada y madura. Al día siguiente, Maluma reuniría a sus fanáticos en la ciudad de Madrid, en donde, subido en un bus con la información, anunciaría su nueva gira titulada +Pretty +Dirty.
Las primeras fechas anunciadas incluían doce ciudades europeas, las que se llevarían a cabo entre marzo y abril del 2025. La preventa se anunció para el 5 de noviembre. Dos días después del comienzo de la venta general, se agotan los espectáculos en París, Bolonia y Madrid, anunciando un segundo concierto en la última.

## Fechas
| Fecha (2025)  | Ciudad           | País         | Recinto                         |
| Europa        | Europa           | Europa       | Europa                          |
| ------------- | ---------------- | ------------ | ------------------------------- |
| 15 de marzo   | Barcelona        | España       | Palau Sant Jordi                |
| 18 de marzo   | Londres          | Reino Unido  | The O2 Arena                    |
| 20 de marzo   | Rotterdam        | Países Bajos | Rotterdam Ahoy                  |
| 21 de marzo   | Bruselas         | Bélgica      | ING Arena                       |
| 23 de marzo   | París            | Francia      | Accor Arena                     |
| 25 de marzo   | Oberhausen       | Alemania     | Rudolf Weber-Arena              |
| 27 de marzo   | Múnich           | Alemania     | Olympiahalle                    |
| 29 de marzo   | Zúrich           | Suiza        | Hallenstadion                   |
| 30 de marzo   | Bolonia          | Italia       | Unipol Arena                    |
| 1 de abril    | Esch-sur-Alzette | Luxemburgo   | Rockhal                         |
| 4 de abril    | Madrid           | España       | Movistar Arena                  |
| 5 de abril    | Madrid           | España       | Movistar Arena                  |
| 6 de abril    | Lisboa           | Portugal     | MEO Arena                       |
| 9 de abril    | Madrid           | España       | Movistar Arena                  |
| Latinoamérica |                  |              |                                 |
| 26 de abril   | Medellín         | Colombia     | Estadio Atanasio Girardot       |
| 3 de mayo     | Bogotá           | Colombia     | Estadio El Campín               |
| 6 de agosto   | Ciudad de México | México       | Palacio de los Deportes         |
| 8 de agosto   | Ciudad de México | México       | Palacio de los Deportes         |
| 9 de agosto   | Ciudad de México | México       | Palacio de los Deportes         |
| 10 de agosto  | Rosarito         | México       | Rosarito Beach                  |
| 13 de agosto  | Monterrey        | México       | Arena Monterrey                 |
| 15 de agosto  | Guadalajara      | México       | Auditorio Telmex                |
| 16 de agosto  | Guadalajara      | México       | Auditorio Telmex                |
| 23 de agosto  | San Salvador     | El Salvador  | Estadio Nacional Jorge González |